# Uganda-Tansania-Krieg
Der Uganda-Tansania-Krieg war eine militärische Auseinandersetzung zwischen den afrikanischen Staaten Uganda und Tansania, die von Oktober 1978 bis zum 2. Juni 1979 andauerte. In Tansania wird dieser Krieg als Kagera War bzw. als Vita vya Kagera (swahili), in Uganda als Liberation War bezeichnet.

## Kriegsursachen
Nach der Aufdeckung eines Putschversuches des Militärs im August 1978 gegen seine Herrschaft sah sich Idi Amin veranlasst, die ugandischen Streitkräfte von den Machtzentren in Kampala zu entfernen. Zusätzlich musste von den wirtschaftlichen Problemen Ugandas abgelenkt werden, die durch die Ausweisung indischstämmiger Ugander 1972 entstanden waren. Auf tansanischer Seite lagen jedoch auch Gründe für eine gewaltsame Konfliktlösung vor: Milton Obote und Julius Nyerere waren befreundet, Obote hatte in Tansania Asyl erhalten und unternahm mit tansanischer Unterstützung Rebellenaktionen gegen Amin in Uganda. Das eigene Interesse Tansanias, sich als regionale Führungsmacht in Ostafrika zu etablieren, kann als gegeben angenommen werden.

## Kriegsbeginn und Begründung
Der Krieg begann schließlich mit dem Einmarsch der ugandischen Armee in die Kagera-Region Tansanias bis an den Kagera-Nil. Die dafür gegebene Begründung war eine angeblich nicht exakte Grenzziehung zwischen der vormaligen britischen Kolonie Uganda und dem bis zum Ersten Weltkrieg von Deutschland kolonialisierten Tanganjika.

## Verlauf

Kämpfe während des Uganda-Tansania-Kriegs

### Vorabend des Krieges
Am 25. Januar 1971 putschte Idi Amin den ugandischen Präsidenten Milton Obote aus seinem Amt. Kurz darauf kam es zu den ersten Konflikten mit dem von Julius Nyerere regierten Nachbarland Tansania. Grund hierfür war, dass die Nyerere-Regierung sich weigerte, die Amin-Regierung in Uganda anzuerkennen. Tansania glaubte, der Amin-Putsch sei durch britische und israelische Hintermänner ermöglicht worden und der Westen versuche, mit Hilfe Amins in Uganda eine Marionettenregierung zu installieren. Milton Obote wurde in Tansania Asyl gewährt und Unterstützung beim Aufbau einer Guerillatruppe geleistet. Daraufhin überschritten ugandische Truppen ab August 1971 wiederholt die Grenze und versuchten so, die Nyerere-Regierung zur Anerkennung der Amin-Herrschaft zu zwingen. Tansania unterstützte im Gegenzug eine Invasion Obotes und seiner Guerillatruppe (Uganda People’s Army) in Uganda, um einen erfolgreichen Gegenputsch durchführen zu können.
Durch eine Vermittlung Somalias konnte ein längerer Krieg durch ein Friedensabkommen am 7. Oktober 1972 verhindert werden. Den Amin-Truppen war es zwar gelungen, die Invasion der Obote-Armee abzuwehren, Tansania aber weigerte sich auch nach Beendigung des Krieges, die Amin-Regierung in Kampala anzuerkennen. Insgesamt kamen während des Konfliktes ca. 1500 Menschen ums Leben. Da beide Seiten ihre Ziele nicht verwirklichen konnten, war der folgende Waffenstillstand äußerst brüchig. Mitunter wird dieser Konflikt auch als erster Uganda-Tansania-Krieg bezeichnet und der 1978/1979 stattfindende als zweiter.

### Besetzung und Rückeroberung des Kagerastreifens
Am 9. Oktober 1978 marschierten motorisierte ugandische Einheiten im Kagerastreifen ein und zerstörten einige Gebäude in Bukoba. Tansanische Artillerie beschoss ungezielt zur Vergeltung ugandisches Territorium, ugandische Jagdbomber bombardierten Ziele im Kagera-Streifen und in Mwanza, verfehlten aber ihre Ziele. Am 25. Oktober 1978 besetzten ugandische Truppen den gesamten Kagerastreifen, die tansanische Sicherungskompanie, die dem Befehlshaber der Region, Oberst Singano zur Verfügung stand, zog sich zurück. Tansanische Zivilisten flohen aus der Kagera- in Nachbarregionen und gerieten dabei teilweise in eigene Minensperren. Am 30. Oktober 1978 rückten noch einmal ugandische Truppen nach, nahmen am Ufer des Kagera tansanische Zivilisten gefangen und verbrachten sie als Geiseln in ein Zwangsarbeitslager in Kaliziso.
Am 1. November 1978 verkündete Uganda die Annexion des Kagerastreifens. Im folgenden Monat wurde von beiden Seiten ein heftiger Radio-Krieg geführt. Tansania schlug einen Vermittlungsvorschlag von Gaddafi aus, lehnte jedwede Verhandlung mit Amin ab und begann während dieser Zeit mit der Generalmobilmachung. Zivile Transportkapazitäten wurden requiriert und 8.000–10.000 Soldaten in die Kagera-Region verlegt. Die tansanischen Truppen, durch Rebellen der Uganda National Liberation Army (UNLA) verstärkt, überschritten am 8. November 1978 trotz eines Rückzugsangebotes von Idi Amin den Kagera und hatten den Kagerastreifen Anfang Dezember 1978 zurückerobert. In einer Radioansprache zum tansanischen Unabhängigkeitstag am 9. Dezember 1978 verkündete Nyerere die Fortsetzung der Militäraktion bis zum endgültigen Sieg über Amin.

### Einnahme Kampalas
Am 21. Januar 1979 überschritten tansanische Truppen die alte Grenze und bereiteten sich auf einen Angriff auf Mutukula vor. Als die tansanische Panzervorhut auftauchte, flohen die ugandischen Truppen ohne weitere Gegenwehr. Die Tansanier machten Mutukula dem Erdboden gleich. Im ersten Quartal 1979 mobilisierte Tansania weitere Truppen und Reservisten, so dass schließlich 45.000 tansanische Soldaten, einige hundert UNLA-Rebellen und ein Bataillon aus Mosambik einmarschierten. Zwischenzeitlich (9. März 1979) hatte Muammar al-Gaddafi Idi Amin Entsatz gesandt, diese Truppen in Brigadestärke bewegten sich von Entebbe südwestwärts.
Der tansanische Vormarsch war an den Lukaya-Sümpfen im Kalungu-Distrikt zum Stehen gekommen. Der tansanische Stab entschied, die 201. Brigade über den Damm durch die Sümpfe auf Kampala vormarschieren zu lassen, während die mobilere 208. Brigade den Sumpf westwärts umfassen sollte. Die 201. Brigade stieß südlich von Masaka, nahe Lukaya am 10. März 1979 mit den Libyern zusammen. Wegen deren technischer Überlegenheit zog sich die 201. Brigade zurück und formierte sich neu. Zusammen mit der inzwischen herangeführten 208. Brigade nahm sie am 11./12. März 1979 die Libyer in die Zange und rieb deren Truppe auf. Im Rahmen dieser Kämpfe verloren die Libyer ihr schweres Gerät (fünfzehn T-55 Panzer, einige Schützenpanzer, MRLS) und 200 eigene Soldaten. Außerdem fielen 200 ugandische Soldaten.
Nur noch von gelegentlichen Scharmützeln aufgehalten, nahmen Tansanier und UNLA am 11. April 1979 Kampala ein. Auf Anweisung von Nyerere wurde bei der Einnahme Kampalas der Weg zum Flughafen nach Entebbe freigelassen und der Flughafen selbst nicht angegriffen, damit die Libyer und Idi Amin ohne Gesichtsverlust das Kampfgebiet verlassen konnten. Bei der Einnahme Kampalas floh Amin nach Libyen.

## Ergebnisse
Neben einem starken Auftrieb für das tansanische Nationalgefühl demonstrierte der Krieg die Fähigkeiten der tansanischen Armee. Zeitgenossen hielten sogar ein Eingreifen im Rhodesienkonflikt für möglich.
In Uganda war der gewählte Präsident Obote wieder an der Macht, allerdings erweckte seine 1980 durchgeführte Wiederwahl den Eindruck, manipuliert worden zu sein. Der mit Obote während der Rückeroberung Ugandas verbündete Yoweri Museveni ging mit seinen erfahrenen Kämpfern in den Untergrund und nahm einen Guerilla-Krieg auf.

## Verstöße gegen das Kriegsvölkerrecht
- Uganda beim Einmarsch in den Kagera-Zipfel
- Tansania bei der Zerstörung  von Mutukula

## Ausländische Beteiligung
- Libyen auf Seiten Ugandas
- Mosambik (ein Bataillon) auf Seiten Tansanias

## Luftkrieg
Die Luftangriffe der ugandisch-libyschen Truppen auf Bodenziele in Tansania waren aufgrund schlechter Ausbildung der Ugander und schlechter Karten der Libyer nicht erfolgreich. Die tansanischen MiG-21 griffen dagegen Bodenziele in Uganda effektiver an, die wesentlichen Flugzeugabschüsse erzielten aber die tansanischen Bodentruppen mit Strela-2-Raketen. Eine libysche C-130H wurde mit einer RPG-7 abgeschossen.